# Watch Dogs
Watch Dogs (stylizováno jako WATCH_DOGS) je akční adventura z roku 2014, kterou vyvinulo studio Ubisoft Montreal a vydala společnost Ubisoft. Jedná se o první díl série Watch Dogs. Hra je hrána z pohledu třetí osoby a její svět je možné procházet pěšky nebo s pomocí vozidla. Příběh hry se odehrává v roce 2013 ve fiktivní verzi Chicaga a sleduje snahu hackera a samozvaného strážce Aidena Pearce pomstít se vrahům své neteře. Online režim pro více hráčů umožňuje až osmi hráčům zapojit se do kooperativního i kompetitivního hraní.
Vývoj hry začal v roce 2009 a trval více než pět let. Práci si mezi sebou rozdělovalo mnoho studií Ubisoftu po celém světě a podílelo se na ní více než tisíc lidí. Vývojáři navštívili Chicago, aby provedli terénní průzkum prostředí, a kvůli autenticitě použili regionální jazyk. Hackerské funkce byly vytvořeny po konzultaci s kyberbezpečnostní společností Kaspersky Lab a herní řídicí systém ctOS byl založen na architektuře SCADA. Hudbu složil Brian Reitzell, jenž do ní vnesl krautrock.
Po svém oznámení v červnu 2012 byla hra Watch Dogs široce očekávána. Dočkání se vydala o dva roky později na platformách Microsoft Windows, PlayStation 3, PlayStation 4, Xbox 360, Xbox One a Wii U. Hra získala celkově příznivé recenze. Chválena byla její hratelnost, design misí a otevřeného světa, bojový systém, hackerské prvky a rozmanitost misí, kritizována pak byla kvůli svým technickým problémům, zápletce a protagonistovi. Kritika se zaměřila také na grafickou stránku skutečné hry oproti marketingové ukázce. Watch Dogs byl komerčním úspěchem, překonal rekord v největším počtu prodaných kopií v den uvedení hry od Ubisoftu a stal se v té době největším uvedením nového duševního vlastnictví ve Spojeném království. Hra prodala přes 10 milionů kopií. Pokračování Watch Dogs 2 bylo vydáno v listopadu 2016 a třetí hra Watch Dogs: Legion vyšla v říjnu 2020.

## Hratelnost
Watch Dogs je akční adventura hraná z pohledu třetí osoby. Hráč ovládá postavu hackera Aidena Pearce, který pomocí svého chytrého telefonu dokáže ovládat vlaky a semafory, pronikat do bezpečnostních systémů, rušit signály mobilních telefonů, získávat přístup k soukromým informacím chodců a vyprazdňovat jejich bankovní účty. Při hackování systémů je nutné řešit různé hádanky. Hra se odehrává ve fiktivní verzi Chicaga (přezdívaného „Windy City“), v prostředí otevřeného světa, v němž se hráč může volně pohybovat. Má denní a noční cyklus a dynamický systém počasí, jenž ovlivňuje chování nehratelných postav. Pro boj zblízka má Aiden k dispozici teleskopický obušek, jinak může používat krátké zbraně, brokovnice, odstřelovací pušky, kulomety a granátomety. Při střílení je možné využít zpomaleného pohybu, hráč má taktéž k dispozici IED, granáty a elektronické nástrahy. Mise lze dokončit se smrtícími i nesmrtícími prostředky.
Aiden umí šplhat po svislých plochách a hackovat vysokozdvižné vozíky a pracovní plošiny, aby se dostal na jinak nedostupná místa, a může se krčit za zdmi, aby se schoval před nepřáteli. Hráč má k dispozici celou řadu vozidel, s nimiž se může pohybovat na mapě, včetně motocyklů, muscle cars, terénních vozidel, SUV, luxusních vozidel, sportovních automobilů a rychlých člunů. Rádio v autě je možné si přizpůsobit a obsahuje přibližně padesát skladeb. Pokud hráč ukradne auto, jeho řidič může zavolat policii; v případě, že má hráč dobrou pověst, se řidič podvolí. Dobrou pověst lze získat odhalováním (a zastavováním) zločinů, špatná pověst je pak výsledkem páchání zločinů.
Dovednostní strom se vylepšuje pomocí bodů získaných za hackování, boj, řízení a vyrobené předměty. Za peníze lze nakupovat zbraně, oblečení a vozidla. K dispozici je ve hře několik miniher, od zabíjení mimozemšťanů až po ovládání velkého robotického pavouka. Hráč ve hře sbírá sběratelské předměty v podobě QR kódů a zvukových záznamů; tzv. věže ctOS (ctOS towers) odemykají ikony na mapě a vedlejší mise. V režimu pro více hráčů může hráč hostit dalších až sedm volně se pohybujících hráčů, s nimiž může plnit hackerské kontrakty a účastnit se závodů. Hráč může být také hacknut ostatními, kteří budou cíl vnímat jako NPC (a nechají na něm, aby našel pachatele). Invaze ve hře lze zakázat, ale tím se hodnost v režimu pro více hráčů vynuluje. Z verzí pro konzole Xbox 360 a PlayStation 3 byla odstraněna volná hra s více hráči a režim dešifrování, v němž mají dva čtyřčlenné týmy za úkol získat a zadržet data.
Herní mapa je tvořena šesti regiony, jež rekonstruují chicagskou metropolitní oblast: Parker Square, které připomíná severní a západní část města; Loop, založené na části Chicago Loop; Brandon Docks, volně vychází z průmyslové čtvrti v jižní části města; Wards, založené na čtvrti Englewood; Mad Mile, založené na ulici Magnificent Mile, a Pawnee, falešné venkovské město připomínající některá předměstí města.

## Příběh
V roce 2012 se Chicago stává prvním městem na světě, které zavádí centrální operační systém (zkratkou ctOS z Central Operating System) technologické společnosti Blume. Jedná se o počítačovou síť, jež propojuje všechna zařízení do jednoho systému. Při loupeži v luxusním hotelu Merlaut spustí hacker Aiden Pearce a jeho mentor a parťák Damien Brenks tichý alarm, který nastavil jiný hacker. Damien se snaží hackera najít, čímž prozradí sebe i Aidena. Aiden se bojí o svou rodinu, a tak je pod záminkou nečekaného výletu na venkov odveze do bezpečí. Cestou na ně však zaútočí nájemný vrah Maurice Vega a dojde k autonehodě, při níž zahyne Aidenova šestiletá neteř Lena.

## Vývoj
Hra Watch Dogs, na jejímž vývoji pracovalo v roce 2009 deset lidí a jejíž produkční tým se postupem času rozšířil na více než tisíc členů, vznikala pět let (od prototypu po hotovou hru) s rozpočtem přibližně 68 milionů dolarů. Před svým oznámením v roce 2012 nesla pracovní název Nexus. Prvotním prodejním tahákem byla představa, že člověk může stisknutím tlačítka ovládat celé město.
Watch Dogs je poháněn herním enginem Disrupt, který pro něj vytvořil vývojářský tým z Ubisoft Montreal, ačkoli ten byl původně určen pro jinou hru ze série Driver. Podle producenta hry Dominica Guaye má Disrupt tři pilíře: simulaci prostředí a jeho obsahu, způsob, jakým lze prostředí ovlivňovat, a propojení bezproblémového online zážitku. Režisér Jonathan Morin uvedl, že technologie konzole PlayStation 4 umožnila využít lepší simulace větru a vody a umělé inteligenci.
Ve hře byl pro autentičnost použit regionální jazyk. Vývojáři několikrát odcestovali do Chicaga za účelem terénního výzkumu, pořizování fotografií, nahrávání zvukových záznamů, setkávání s lidmi a rozhovorů s místní policií, aby získali potřebné informace a materiály. Památky byly navrženy tak, aby se pouze podobaly svým reálným protějškům, protože umělecká práva na jejich použití by ztrojnásobila rozpočet. Fiktivní pojetí města umožnilo vývojářům vměstnat několik tematických čtvrtí na jednu mapu. Chicago bylo vybráno jako dějiště hry pro svou rozporuplnou povahu, s velkým bohatstvím a naprostou chudobou. Morin uvedl, že poté, co bylo vybráno, se z Chicaga stalo nejsledovanější město v Americe.
Vývojáři si všimli, že pohyby postavy ve hrách jako Assassin's Creed jsou v každé situaci stejné, a pokusili se to ve Watch Dogs napravit a hlavního hrdinu Aidena Pearce kontextualizovat. Herní řídicí systém ctOS byl založen na architektuře SCADA a příběh hry byl inspirován kybernetickými útoky počítačového červa Stuxnet na její systémy. Vývojáři konzultovali hackerské prvky s kyberbezpečnostní společností Kaspersky Lab, jež červa Stuxnet objevila, aby se staly více autentickými. Při vytváření hackerských frakcí ve hře (jako je DedSec) se vývojáři nechali inspirovat hacktivistickou skupinou Anonymous, státem sponzorovanými hackery a příběhy o průmyslové špionáži.
Hry ze sérií Grand Theft Auto a Saints Row byly studovány s cílem vyvinout komplexní ovládání, takže základní hackerská mechanika byla omezena na jediné tlačítko. Když došlo k odložení hry, mohly být realizovány nápady, jež byly dlouho odkládány (například hackování headsetů). Hudba, kterou složil Brian Reitzell, vyšla 28. července 2014 na vinylu a CD u Invada Records ve spolupráci s Ubisoft Music. Reitzell ji začal skládat tak, že si přečetl scénář, a došel k závěru, že pro Watch Dogs se hodí krautrock. Hra byla uvolněna do výroby v květnu 2014.

## Vydání
Společnost Ubisoft oznámila hru Watch Dogs na své tiskové konferenci na veletrhu E3 dne 4. června 2012 a potvrdila její vydání pro Microsoft Windows, PlayStation 3 a Xbox 360. QR kód, jenž se objevil v první herní ukázce za účelem virálního marketingu, vedl na webovou stránku DotConnexion, která obsahovala informace o herním světě. Počátkem roku 2013 bylo oznámeno, že hra vyjde na konci téhož roku, přičemž se objeví i na dalších platformách, a to na konzolích PlayStation 4, Xbox One a Wii U. Původně mělo být Watch Dogs vydáno v listopadu, vývojáři jej však odložili na začátek roku 2014, aby „nedělali kompromisy v kvalitě“. Konečné datum vydání bylo stanoveno na 27. května 2014. Verze pro Wii U vyšla 18. listopadu v Severní Americe, 20. listopadu v Austrálii a na Novém Zélandu a 21. listopadu v Evropě. Pro zařízení s operačními systémy iOS a Android byla vydána bezplatná mobilní aplikace, v níž se hráči mohli propojit s uživateli na konzolích nebo osobních počítačích a závodit s nimi ve dvou režimech hry.
K dispozici byly čtyři sběratelské edice a předobjednávka od GameStopu obsahovala plakát od komiksového tvůrce Alexe Rosse. Někteří novináři zpochybňovali nutnost takového množství speciálních edic, z nichž žádná neobsahovala každý kus dodatečného obsahu nebo zboží. Společně se hrou byla vydána elektronická kniha //n/Dark Clouds od Johna Shirleyho, jež pokračuje v jejím příběhu. Watch Dogs bylo na trh uvedeno s hraným snímek režírovaným Devinem Grahamem a třídílným dokumentárním seriálem od Motherboardu zvaným Phreaked Out. Poté, co společnost Ubisoft zaslala australským médiím propagační materiály v podobě trezoru obsahujícího hru a hlasové zprávy vysvětlující doručení, zavolala sydneyská kancelář internetových zpráv Nine.com.au, jež o hlasové zprávě nevěděla, po zapípání trezoru pyrotechnickou jednotku. Ubisoft se následně zaměstnancům omluvil.
V září 2014 bylo vydáno příběhové rozšíření s názvem Bad Blood. Odehrává se rok po událostech hry a sleduje činy Raymonda Kenneyho poté, co Aiden Pearce opustil Chicago. Rozšíření je oddělené od hlavní hry a obsahuje deset příběhových misí a také nový vedlejší obsah a herní mechanismy, například RC auto.

## Adaptace a pokračování
V červnu 2013 přinesl časopis Variety zprávu, že studio Ubisoft Motion Pictures plánuje filmovou adaptaci hry. V srpnu téhož roku bylo oznámeno, že společně s Ubisoft Motion Pictures budou na projektu pracovat společnosti Sony Pictures Entertainment a New Regency. Scénář k filmu měli napsat Paul Wernick a Rhett Reese. V listopadu 2016 bylo vydáno pokračování Watch Dogs 2 a v říjnu 2020 pak vyšel třetí díl s názvem Watch Dogs: Legion. Ve vývoji je také animovaný seriál.